# Sárga kürtvirág
A sárga kürtvirág (Sarracenia flava) a hangavirágúak (Ericales) rendjébe, ezen belül a kürtvirágfélék (Sarraceniaceae) családjába tartozó faj.

## Előfordulása
A sárga kürtvirág az Amerikai Egyesült Államok egyik endemikus növénye. A következő államokban lelhető fel: Alabama déli része, Florida, Georgia, Virginia, valamint Észak- és Dél-Karolina.

## Megjelenése
Ennek a növénynek egy nagy, csavarodott levele van, ami általában 50 centiméter hosszú, de akár 1 méteres is lehet. Mint rokonai, ez a faj is a levelével fogja meg a táplálkozáshoz szükséges rovarokat. A levél legvégén egy csapóajtószerű nyúlvány van. A levélen, főleg a S. flava var. rugelii és S. flava var. ornata változatokon, virágokat utánzó mintázatok és nektárszerű folyadékok is vannak. A rovarok kiszabadulását a lefelé hajló szőröcskék, valamint a viaszos váladékok akadályozzák meg. A nagyobb testű rovarok, például a darazsak ki tudják rágni magukat a növény csapdájából. A sárga kürtvirág virágai, amint neve is mutatja, sárgák. Körülbelül 50 centiméteres száron ülnek és bókolnak.

## Életmódja
Késő nyáron és ősszel elszárad a csapdalevele, és helyébe lapos levélszerű képződményeket növeszt.

## Felhasználása
A sárga kürtvirág talán a legkedveltebb szobanövényként tartott rovaremésztő növény. Több rokonával is keresztezik. Az így létrejött hibridek szintén közkedvelt szobanövények.

## Képek

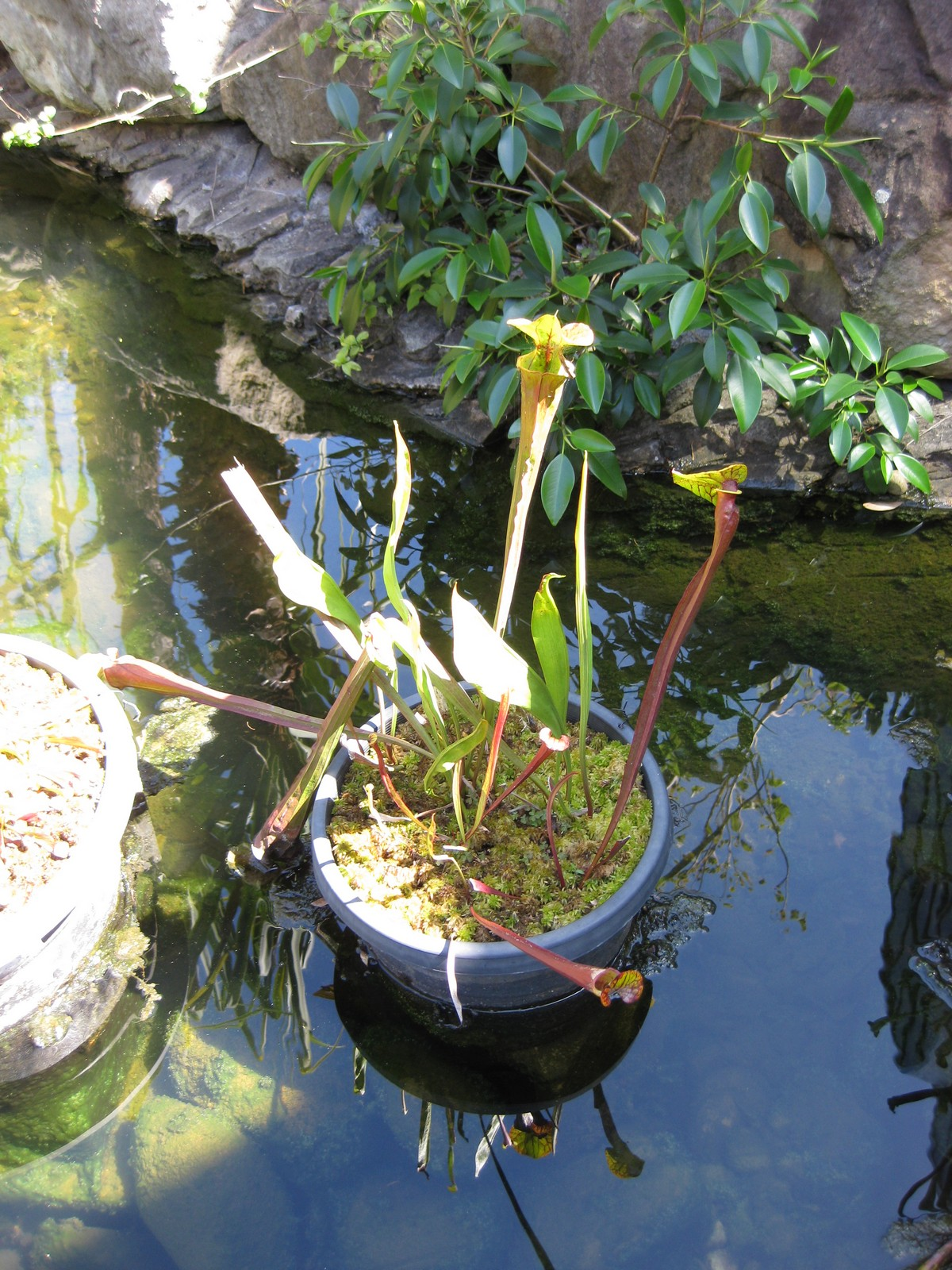
A növény
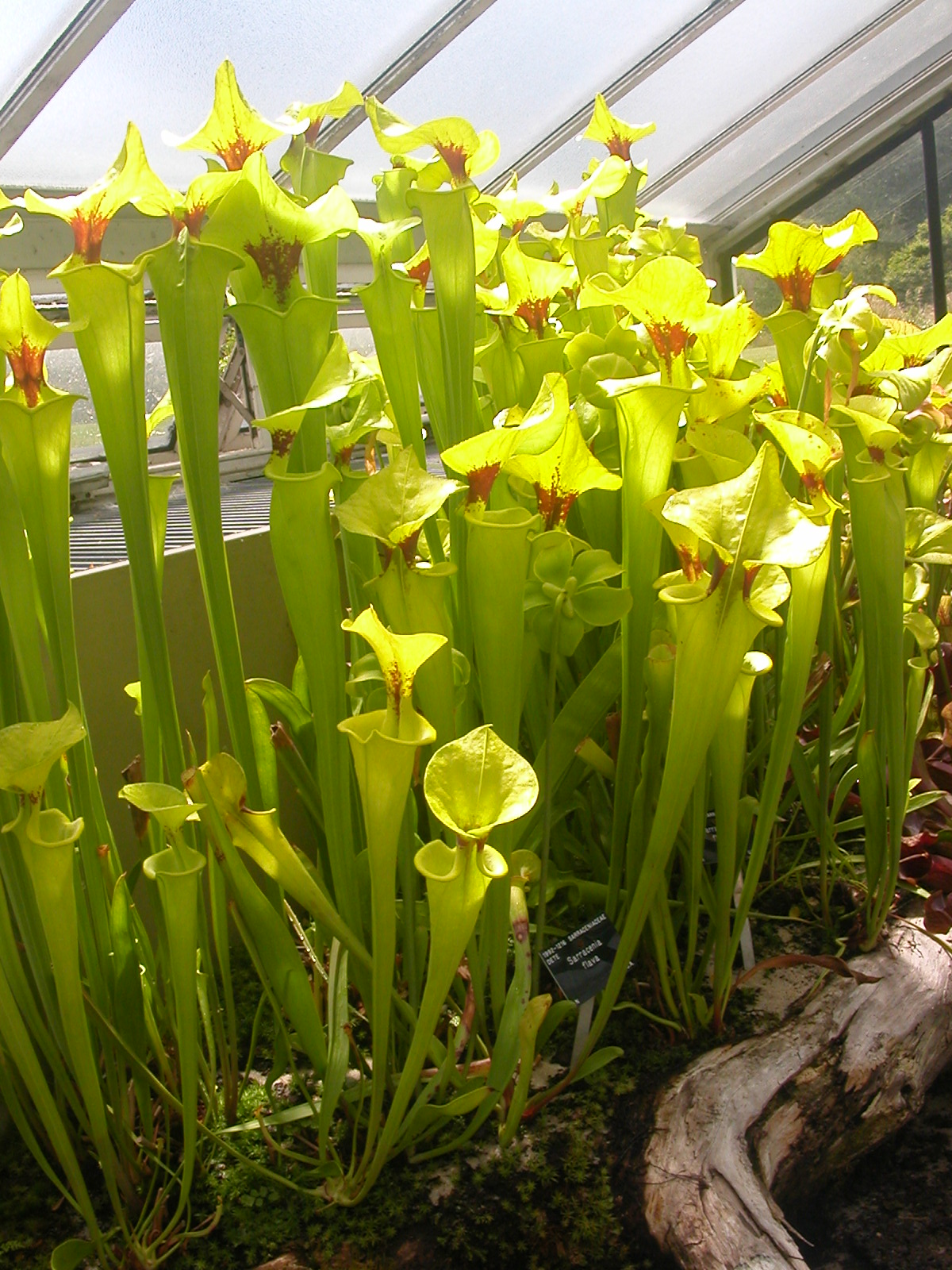
telepesen
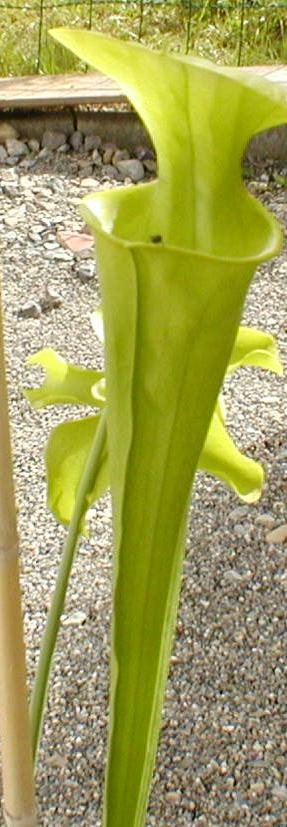
A levelei
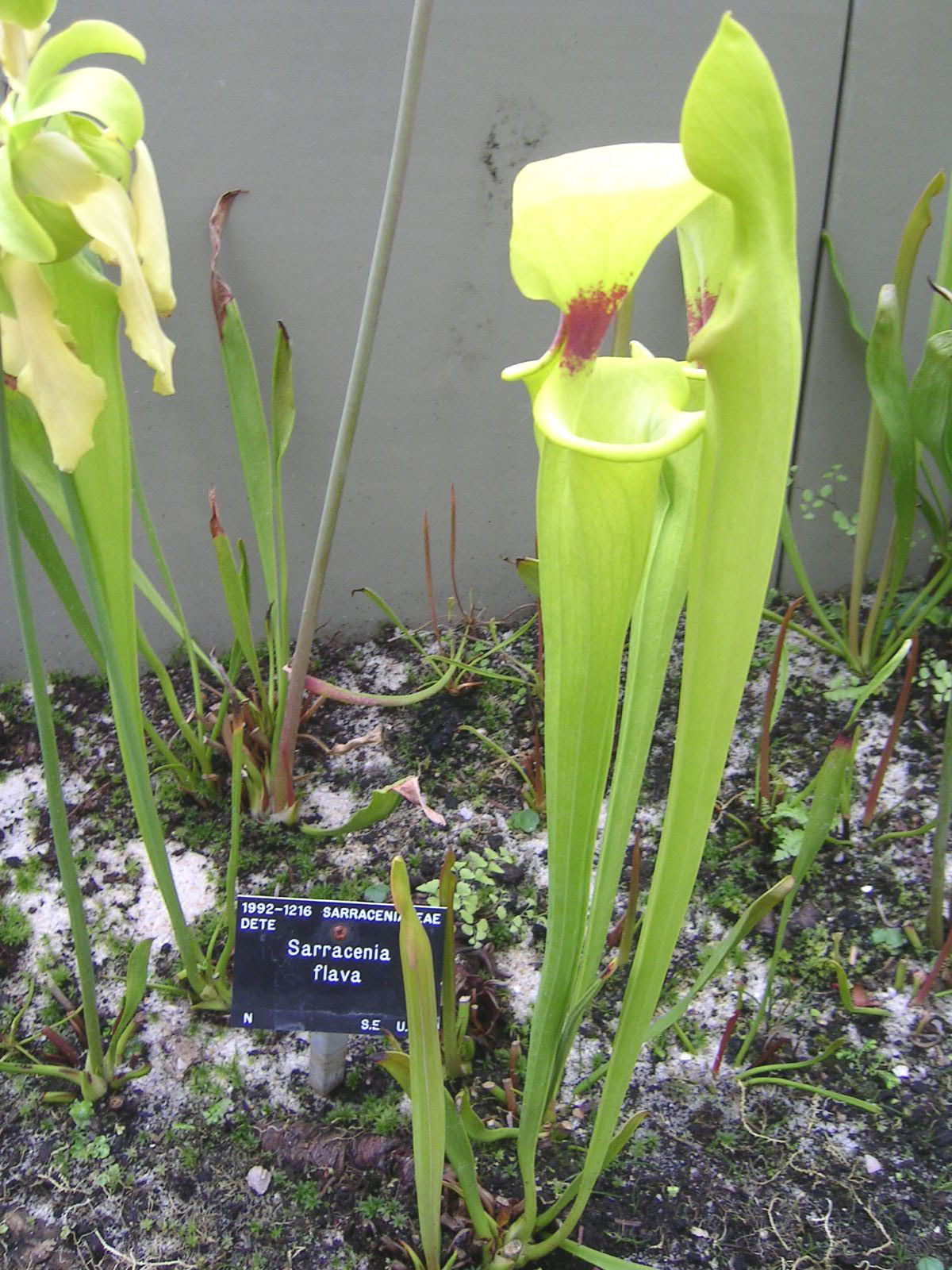
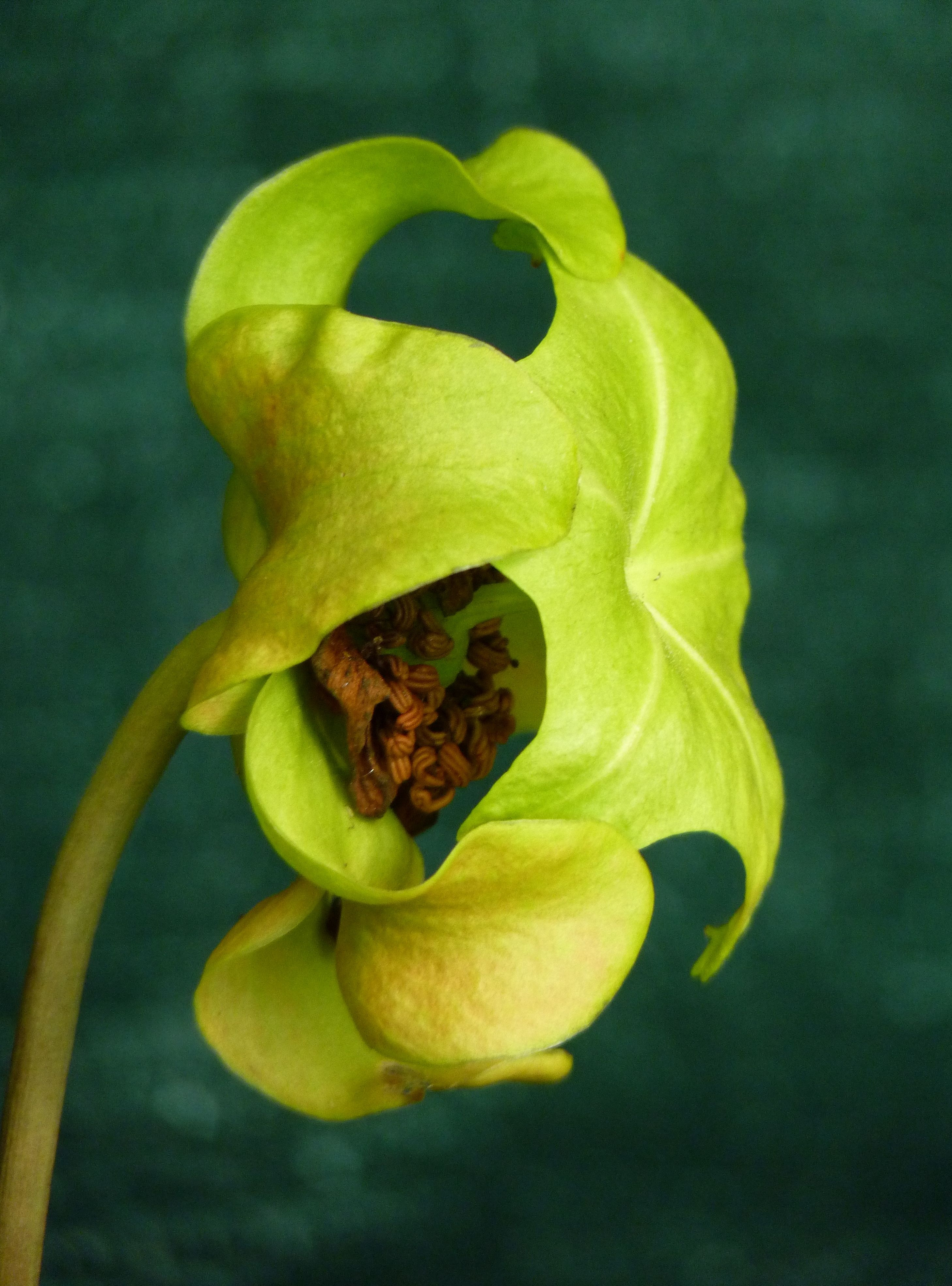
A virágai
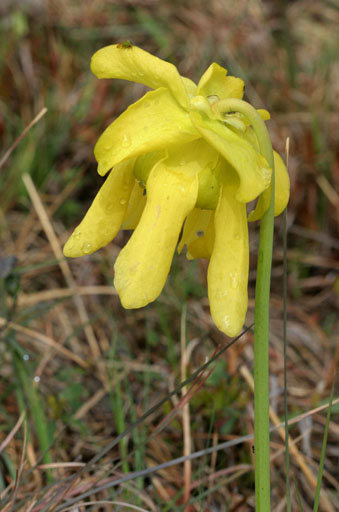
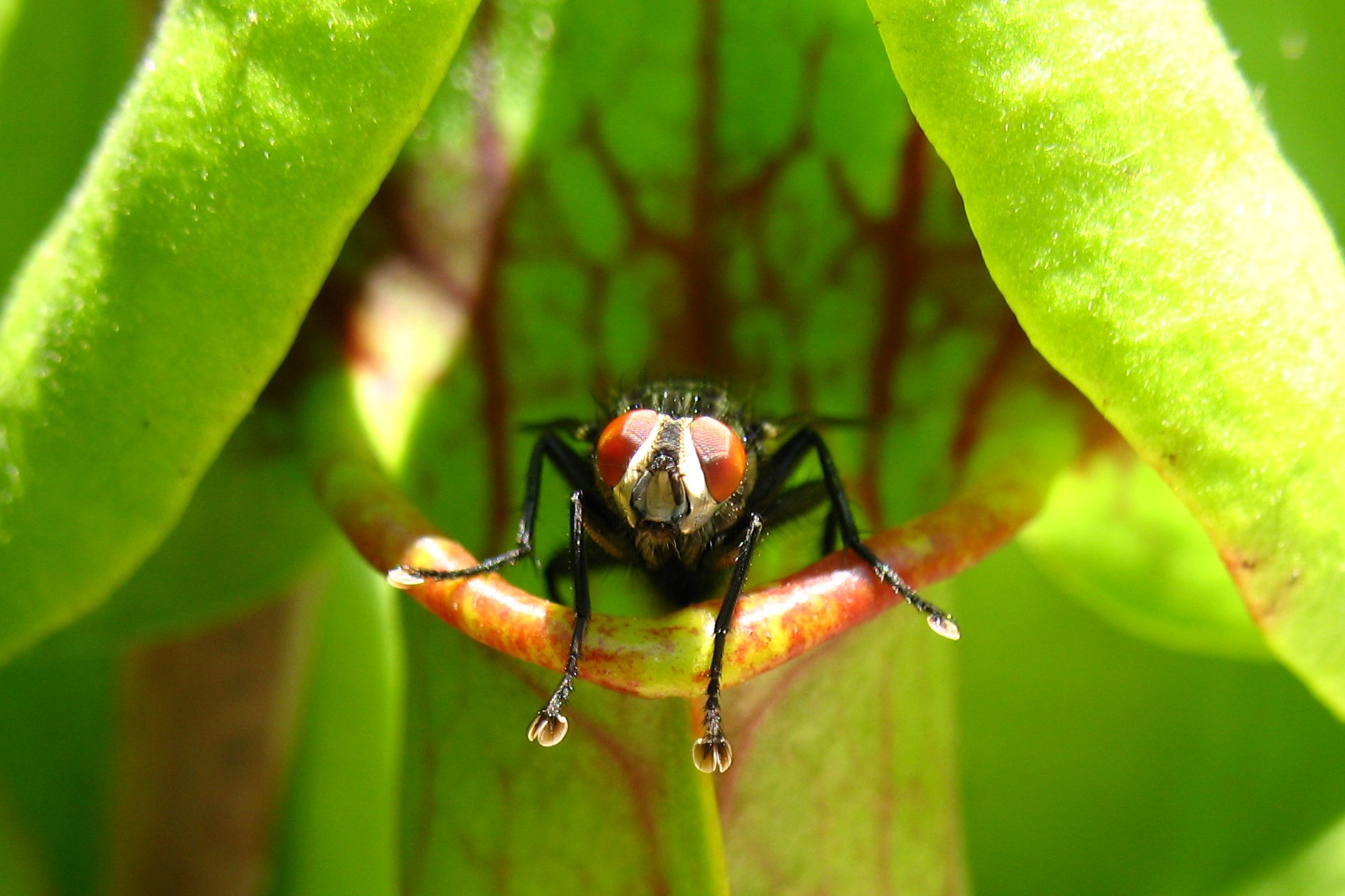
A virágutánzó levele a következő áldozattal
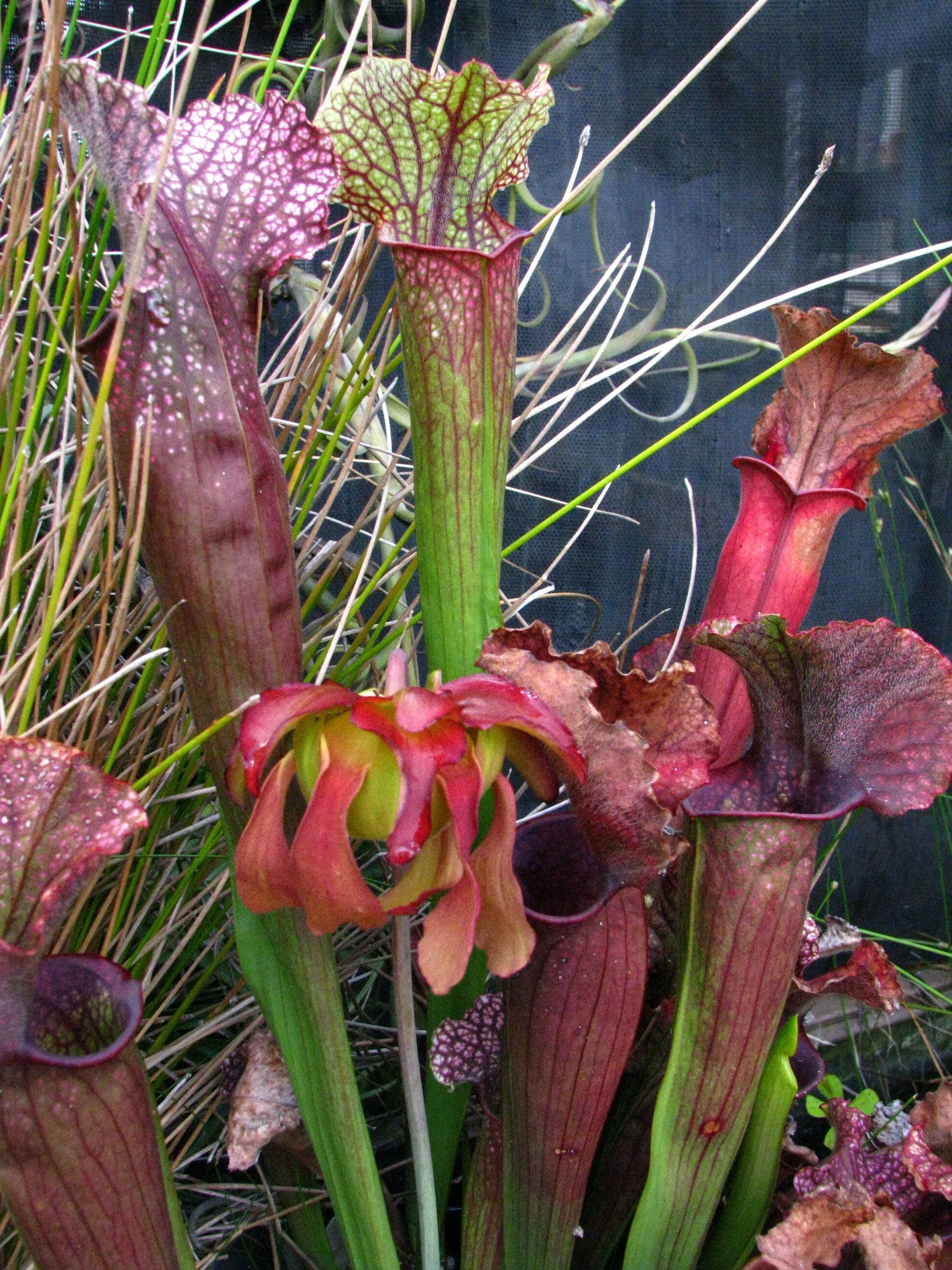
A színes termesztett változatai

### Fordítás
- Ez a szócikk részben vagy egészben  a   Sarracenia flava című angol Wikipédia-szócikk ezen változatának fordításán alapul.  Az eredeti cikk szerkesztőit annak laptörténete sorolja fel. Ez a jelzés csupán a megfogalmazás eredetét és a szerzői jogokat jelzi, nem szolgál a cikkben szereplő információk forrásmegjelöléseként.